# Parafia św. Michała Archanioła w Niemenczynie
Parafia św. Michała Archanioła w Niemenczynie (lit. Šv. arkangelo Mykolo parapija) – parafia rzymskokatolicka administracyjnie należąca do dekanatu nowowilejskiego archidiecezji wileńskiej. 